# 聖凱瑟琳天主教女校
聖凱瑟琳天主教女子學校是一所羅馬天主教女子中學，位於英國倫敦貝克斯利區的貝克斯利希斯地區。
該校是由聖人協會（La Sainte Union）的修女於1953年建立的一所修道院學校，聖人協會是由让·德布拉班神父（Jean Baptiste Debrabant）所建立的一個修會。 該校於2012年2月轉為學院制中學，結束了由貝克斯利倫敦區議會控制的時期。但學校仍繼續與倫敦貝克斯利區協調招生事宜。
聖凱瑟琳天主教女子學校為學生提供中等教育普通證書課程。學生還可以選擇學習某些科目的同等職業課程。

## 外部連結
- 學校官方網站 （页面存档备份，存于）